# 華年達
華年達（葡萄牙語：Joaquim Jorge Neto Valente，1945年—），澳門資深大律師，葡萄牙人，生於葡萄牙里斯本。他在1970年代移居澳門並擔任律師職務，創辦律師事務所「華年達律師事務所暨私人公證員」。他曾出任多個政府職位如澳門市政廳秘書長，亦曾任律師業高等委員會主席及澳門律師公會主席，澳門扶輪社社長等，亦曾於1975年參加《澳門組織章程》起草委員會工作，1992年獲委任為澳門司法高等委員會成員。他亦先後擔任澳門立法會直選議員及官委議員。現為銀河娛樂場股份有限公司的常務董事。

## 生平
華年達出生於葡萄牙里斯本，在里斯本大學取得法學院法學士學位，他於1970年代到澳門服兵役並在當地定居，自1970年10月起在澳門成為執業律師，並創辦現時澳門最大的律師事務所之一——「華年達律師事務所暨私人公證員」。1973至1980年期間他擔任澳門市政廳秘書長，後來擔任律師業高等委員會主席及澳門扶輪社社長，1983至1987年期間他擔任東亞大學（現澳門大學）監事會成員及東方基金會諮詢委員會成員。
華年達亦是「澳門民主中心」創辦人之一，他於1975年起成為該中心理事會成員。1975年，華年達參加《澳門組織章程》起草委員會工作，1992年獲委任為澳門司法高等委員會成員。1980至1984年期間任第一屆立法會直選議員，自1987年第三屆立法會起任官委議員。他多年來的表現也為他在澳門和葡萄牙取得不少名氣。

### 成立葡人政治團體及辦報
澳門主權移交前，由於葡萄牙每年的僑匯收入一度佔國民生產總值的百分之十一，是葡萄牙重要的經濟支柱之一，故葡萄牙政府採取了一系列政策以鼓勵葡僑向葡萄牙國內匯款及投資，其中一項政策就是承認僑民的雙重國籍，給予僑民資格及權力參加國內政黨和選舉，例如讓澳門擁有葡國國籍的人士成立政治組織並與葡萄牙的政黨掛鈎，成爲其在澳門的支部。1980年代，澳門有兩大主要葡人政治團體，分別是以澳門土生葡人宋玉生爲代表的「公民協會」及以華年達為代表的「民主聯盟」，兩個團體分別與葡國社會民主中心黨（現稱人民黨）和社會黨有掛鈎關係，是兩黨在澳門的黨支部或分支組織。此外，華年達是葡文報紙《澳門論壇周報》的創辦人，該報是「公民協會」的機關報，主要刊登澳門和葡萄牙政治與社會新聞及評論，亦常介入葡萄牙本土的政黨爭論。1998年6月，《澳門論壇周報》停刊並與另一份葡文報紙《澳門晚報》合併為《澳門論壇日報》。

### 遭綁架事件
2001年2月28日，華年達在在駕車途經澳門西灣時被綁匪擄走，綁匪用牛皮膠紙封住他的雙眼和嘴巴，更開槍射傷華年達的大腿，又將他毆打致右腿骨折，並將他擄至馬交石山一座高層大廈的單位內禁錮，且對其進行虐待，除喝過三次水和服用過六顆止痛藥外並無吃過任何食物，又不時受到綁匪毆打，期間匪徒也曾經試圖用刀取出華年達大腿內的子彈頭，但未能成功。在禁錮期間，綁匪不曾致電外界或向華年達的家人要求贖款，因為警方的警覺和全城搜捕行動的展開，綁匪放棄了對贖金的要求，並計劃等待警方停止搜捕行動。
隨後澳門警方大舉進行搜查，在祐漢馬場區找到一輛匪徒用過的汽車，憑着汽車查出其中一名有份參與案件的車主身份，再將之拘捕。警方根據車主的口供，鎖定了藏參地點，3月5日早上，警方派出司警和特別行動組到藏參地點，特別行動組使用水力定向炸藥將門炸開，成功拘捕部份匪徒，華年達被送往仁伯爵醫院救治。警方其後再深入調查，在關閘附近搗破綁匪的軍火庫，起出多支槍械和大量彈藥等。案中的綁匪最終於被澳門法院判監禁半年至21年不等，至今仍有一名犯人在逃。
華年達被綁架一案引起澳門與葡萄牙各界甚至政要均對該案作高度關注，時任葡萄牙總統沈拜奧亦就事件致電時任澳門行政長官何厚鏵表示對事件的關注。2002年2月8日，該案在第24屆（2001年度）澳門日報中被選為第六大澳門新聞。
2016年，華年達在接受記者訪問時回憶事件，他表示那是他「最不開心的經歷之一」，在被禁錮期間一直想著「我不想死，我要活下去」，又表示相信澳門警方的能力，以及指出中國內地警方在該案中給予了很大的幫助。

### 對香港反修例風波的立場
2019年，香港特區政府提案修訂《逃犯條例》後引發社會廣泛爭議，人們憂慮修例後香港居民的基本人權將無法得到保障，有多個問題亦因此在澳門呈現或被重提，包括：「澳門政府是否應重新考慮或何時會重提2015年具有爭議性且於2016年撤回的《區際刑事司法協助法》法案」、「目前對該法案的研究進度如何」、「與香港和中國內地商討協議的情況如何」、「澳門政府會否照搬香港的一套」，以及「當局又會如何避免香港政府在修例時遇到的極大爭議」等。對於有意見提倡「澳人澳審」，規定應由中國內地委託澳門法院審判澳門居民的犯罪行為，以取代移交逃犯。華年達認同其可行性，並指出外國亦有同類個案。他亦表示澳門談及有關議題仍言之尚早，律師公會會繼續留意香港的情況，亦認為政府如在提案前先公開諮詢是個好方法，但難言是否會有效益。
2019年6月，香港行政長官林鄭月娥受訪時被記者問及有否在《逃犯條例》事件上出賣香港，她對此哽咽落淚否認。對此華年達在接受記者訪問時說，他自己「絲毫不被香港行政長官的眼淚所觸動」，直指她的淚水是「謊言」（aldrabice）的一部分。他同時批評「示威者只限於年青人」以及「示威者不愛國、受外國勢力煽動」等指摘是「侮辱、冒犯、大謊言」。他指出，上街遊行提出訴求的群眾數量龐大、廣泛分佈於不同階層，當中也不乏愛國者；他認為「這些人都是被反華外國利益所操弄」這種說法「侮辱了香港市民」。他又表示如果他在香港，他一定會全力支持反對修法的示威者，又形容修例是一國兩制中「兩制」的「棺材」。
此外，他亦對澳門人對法案的態度作出評論，他認為澳門市民不會做出香港人正在做的事，因為大部份澳門人「視野狹隘，只會看到自己後花園的那片小天地，也沒有國際視野」，看不見《逃犯條例》可能帶來的嚴重影響。

## 荣誉

### 中国勋章奖章
- 专业功绩勋章（澳门特别行政区，2004年10月19日[21]）

## 家庭
華年達的兒子華子鋒（葡萄牙語：Jorge Valente）是一名企業家，曾任澳門土生葡人青年協會大會主席。

## 詮釋
1. ↑  2016年6月，澳門政府突然主動撤回法案並作出以下解釋：「不同的司法管轄區的法律制度存在很大的差異，法案需要在充分考慮這些差異，以及維持自身法律制度的完整性之間尋求平衡點……澳門與內地、香港特區仍就刑事司法協助進行協商，特區政府認為仍需對《區際刑事司法協助法》法案進行深入研究。」該法案內容一直不為大眾所知，人們只能從當年行政會介紹法案的有關報道去了解[15]，且當局更拒絕依法向議員提供法案內容，澳門立法會主席也聲稱議會當年未有存檔故無法提供[16]。